# زائر خلف
زائر خلف فیلمی به کارگردانی یدالله نوعصری و نویسندگی خسرو معصومی محصول سال ۱۳۶۳ است.

## بازیگران
- اکبر زنجانپور
- محبوبه بیات
- محمود نظرعلیان
- علی محزون
- فرخ نعمتی
- پروین سلیمانی
- حمید دلشکیب
- جمشید خندان
- ابراهیم آبادی
- ابراهیم عباسعلی زاده